# Cueta aliena
Cueta aliena is een insect uit de familie van de mierenleeuwen (Myrmeleontidae), die tot de orde netvleugeligen (Neuroptera) behoort. 
Cueta aliena is voor het eerst wetenschappelijk beschreven door Navás in 1915.